# 佐藤弥斗
佐藤 弥斗（さとう みと、女性、1970年（昭和45年）2月1日 - ）は、日本の政治家。神奈川県座間市長（2期）。元座間市議会議員（4期）。

## 来歴
東京都目黒区出身。曽祖父は大日本帝国陸軍軍人・陸軍中将の大野豊四。父親はCGアートの草分け的存在である美術家の幸村眞佐男。1972年（昭和47年）、立川市砂川町に移住。1982年（昭和57年）3月、立川市立大山小学校卒業。同年夏、千葉県鴨川市に移住。鴨川市立江見中学校（現・鴨川市立鴨川中学校）卒業。1988年（昭和63年）3月、千葉県立長狭高等学校卒業。
1989年（平成元年）4月、法政大学二部文学部日本文学科に入学。相模原市御園で一人暮らしをし、法政大学の二部に通いながら出版社で働く。相模大野駅周辺の清掃活動などをするボランティア団体の活動を通じて、佐藤浩章（自営の建設会社社員）と知り合う。1990年（平成2年）、佐藤浩章と結婚し、神奈川県座間市に転入。長男の出産を機に大学を中退。
1998年（平成10年）、座間市小松原に火力発電所建設計画が持ち上がる。佐藤は夫や地域住民とともに「座間火力発電所建設反対の会」を立ち上げ、1万人以上の署名を集めた陳情書を市議会に提出。陳情は否決されるが、住民らの運動は実り、計画撤回に追い込んだ。2000年（平成12年）、夫が座間市議会議員に転じる。浩章は2期目の選挙に向けて準備していた時に大腸がんが発覚し、出馬を断念。佐藤弥斗は後継として2004年（平成16年）の市議選に立候補し初当選した。同年、自由民主党に入党。2007年（平成19年）に浩章は44歳で他界。4人の子供を育てながら、2016年（平成28年）に4選を果たす。

### 2020年座間市長選挙
2020年（令和2年）7月7日付で自民党座間市連合支部から「2年間の党員資格停止」処分を受ける。7月27日、地元紙の取材に応じ、任期満了に伴う座間市長選挙に立候補する意向を明らかにした。続いて7月31日には現職の遠藤三紀夫が4選出馬を明らかにした。8月1日、佐藤は正式に出馬表明した。
遠藤と佐藤は座間綾瀬医師会と座間市医師会に推薦依頼を出した。これに対し両医師会は、対応を決める参考とするため、新型コロナウイルス対策に関する質問状を出し、回答を求めた。佐藤の回答の方が医師会との連携に前向きであったため、医師会は自主投票を決定した。
同年9月20日に行われた市長選に、市長報酬の20％削減と新型コロナウイルス対策の強化、地域経済の活性化策などを訴え立候補。甘利明衆議院議員、芥川薫県議、自民党座間市連合支部の支援と連合神奈川の推薦を受けて組織戦を展開した現職の遠藤三紀夫を破り、初当選を果たした。10月1日、市長に就任。
※当日有権者数：109,085人 最終投票率：45.00%（前回比：pts）
| 候補者名   | 年齢 | 所属党派 | 新旧別 | 得票数   | 得票率 | 推薦・支持         |
| ---------- | ---- | -------- | ------ | -------- | ------ | ------------------ |
| 佐藤弥斗   | 50   | 無所属   | 新     | 26,616票 | 55.32% |                    |
| 遠藤三紀夫 | 62   | 無所属   | 現     | 21,500票 | 44.68% | （推薦）連合神奈川 |

## 市政
- 2020年（令和2年）10月16日、新型コロナウイルス対策の財源に充てるため、選挙公約どおり自身の11月から2022年（令和4年）3月までの月額給与を20％減額する条例案を市議会臨時会に提出。ところが反対9、賛成6、退席6により否決された[21]。佐藤は、減給の期間を2021年（令和3年）1月から3月までとし、副市長、教育長、公営企業管理者も減給する条例案を第4回市議会定例会に再提出。2020年（令和2年）12月18日、再提出した条例案は全会一致で可決された[22]。